# Opius curticaudatus
Opius curticaudatus är en stekelart som beskrevs av Fischer 1966. Opius curticaudatus ingår i släktet Opius och familjen bracksteklar. Inga underarter finns listade i Catalogue of Life.